# Grundtvig (släkt)
Grundtvig är den dansk släkt som härstammar från handelsmannen Morten Tuesen i Nykøbing (död 1619). Hans sonson son prästen Jørgen Hansen Grundtvig (död 1712) blev farfars far till N F S Grundtvig nedan.
Bland övriga medlemmar av släkten märks:
- Nikolaj Frederik Severin Grundtvig (1783–1872), dansk biskop, författare och folkbildningspionjär
- Johan Grundtvig (1822–1907), dansk historiker, den föregåendes son
- Svend Grundtvig (1824–1883), dansk litteraturvetare, filolog och etnolog, den föregåendes bror
- Frederik Lange Grundtvig (1854–1903), dansk präst, halvbror till den föregående
- Elisabeth Grundtvig (1856–1945), dansk kvinnosakskämpe, dotter till Johan Grundtvig
- Vilhelm Grundtvig (1866–1950), överbibliotekarie vid Århus stadsbibliotek
- Ludvig August Grundtvig (1868–1913), dansk jurist